# Cylindroporella
Cylindroporella is een monotypisch mosdiertjesgeslacht uit de  familie van de Lacernidae en de orde Cheilostomatida. De wetenschappelijke naam ervan werd in 1877 voor het eerst geldig gepubliceerd door Hincks.

## Soort
- Cylindroporella tubulosa (Norman, 1868)